# Schlat

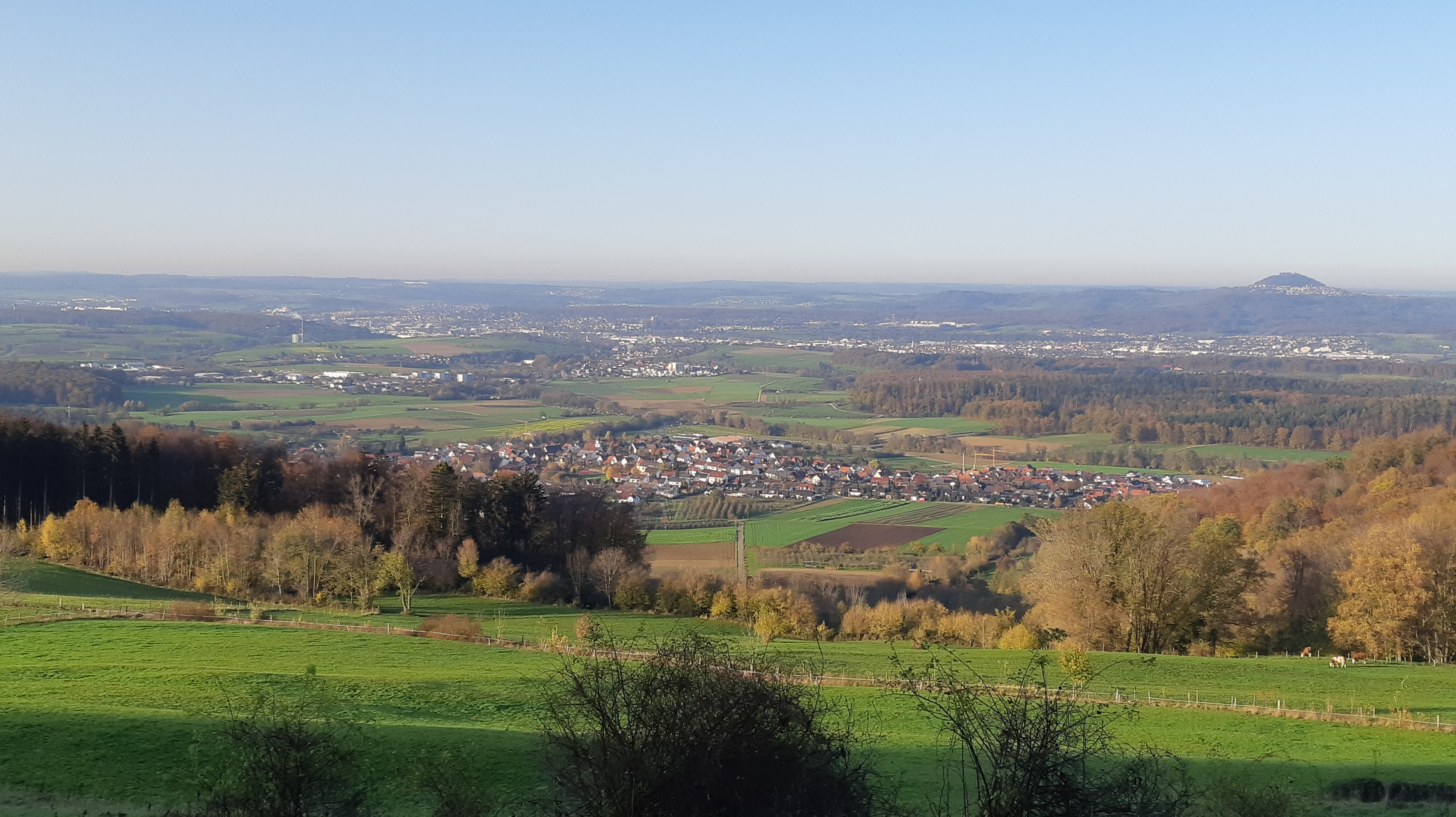
Schlat mit Hohenstaufen im Hintergrund

Schlat ist eine Gemeinde im baden-württembergischen Landkreis Göppingen. Sie gehört zur Region Stuttgart (bis 1992 Region Mittlerer Neckar) und zur Randzone der europäischen Metropolregion Stuttgart.

## Geographie

### Geographische Lage
Schlat liegt in Luftlinie etwa sieben Kilometer südöstlich von Göppingen und gehört zur Randzone der Metropolregion Stuttgart. Das Gemeindegebiet liegt unter dem Albtrauf in der von Fränkel (680,6 m ü. NN) im Osten, Wasserberg (751 m ü. NN) im Süden und Fuchseck (761 m ü. NN) im Südwesten gesäumten Stufenrandbucht des Fils-Zuflusses Weilerbachs, der auf etwa 372 m ü. NN die Gemeinde verlässt. Der höchste Punkt der Gemeinde am Spornknick des Fuchsecks etwas unter dessen Gipfel erreicht etwa 761 m ü. NN, während die Gemeindegrenze über den wenig niedrigeren Gipfel des Wasserbergs zieht.

### Nachbargemeinden
| Göppingen 6 km                         |                                             | Süßen 5 km          |
| Eschenbach 3 km                        | Kompassrose, die auf Nachbargemeinden zeigt |                     |
| Heiningen und Bad Ditzenbach 4 km 7 km | Deggingen 6 km                              | Bad Überkingen 9 km |

Alle Nachbarkommunen liegen im eigenen Landkreis Göppingen.

### Gemeindegliederung
Zu Schlat gehören das Dorf Schlat, die Weiler Rommental und Ursenwang, das Gehöft Fuchseckhof sowie die abgegangenen Ortschaften Zillenhart (Burg Zillenhart) und Dollenkirchle.

### Flächenaufteilung
Nach Daten des Statistischen Landesamtes, Stand 2022.

### Schutzgebiete
Naturdenkmäler

Auf dem Gebiet der Gemeinde Schlat sind 1 flächenhaftes und 3 Einzel-Naturdenkmäler ausgewiesen.
Europäische Vogelschutzgebiete

- 290,68 ha des europäischen Vogelschutzgebietes Mittlere Schwäbische Alb (Schutzgebietskennung DE-7422-441) liegen auf der Gemarkung der Gemeinde Schlat. Dieses Vogelschutzgebiet wurde 2007 eingerichtet.
- 270,45 ha (= 1,59 % der Gesamtfläche) des europäischen Vogelschutzgebietes Vorland der mittleren Schwäbischen Alb (Schutzgebietskennung DE-7323-441) liegen auf der Gemarkung der Gemeinde Schlat. Dieses Vogelschutzgebiet wurde 2007 eingerichtet.

FFH-Gebiet

Das FFH-Gebiet Filsalb liegt mit einer Fläche von 164,87 ha (= 3 % der Gesamtfläche) auf der Gemarkung der Gemeinde Schlat. Zum 11. Januar 2019 ist dieses Schutzgebiet in Kraft getreten.

## Geschichte

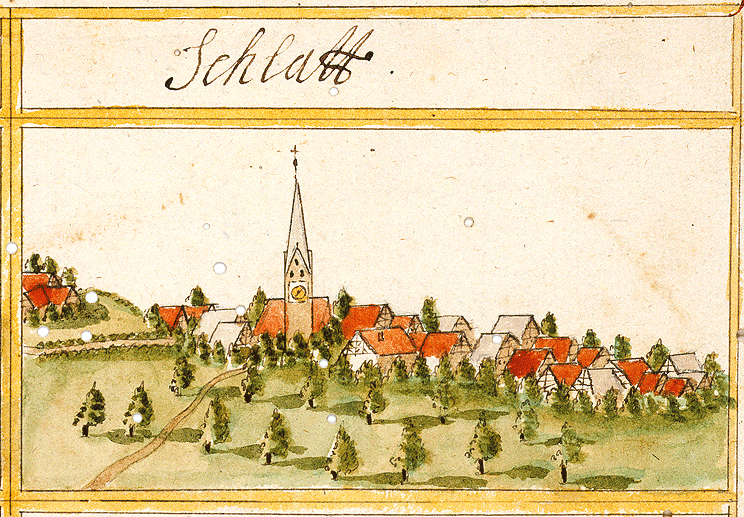
Schlat 1683/1685 im Kieserschen Forstlagerbuch

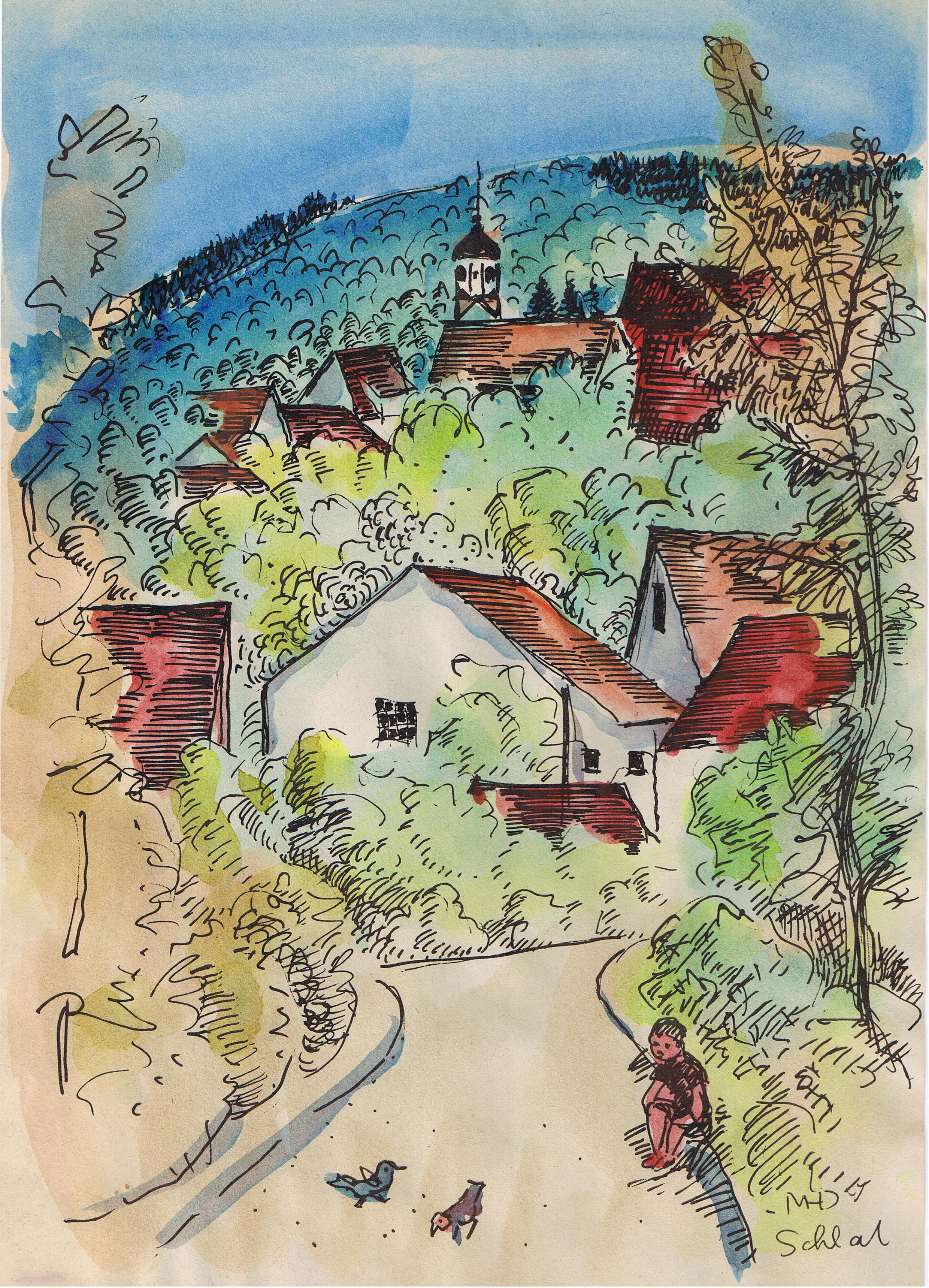
Blick auf Schlat, Zeichnung von Margret Hofheinz-Döring, 1978

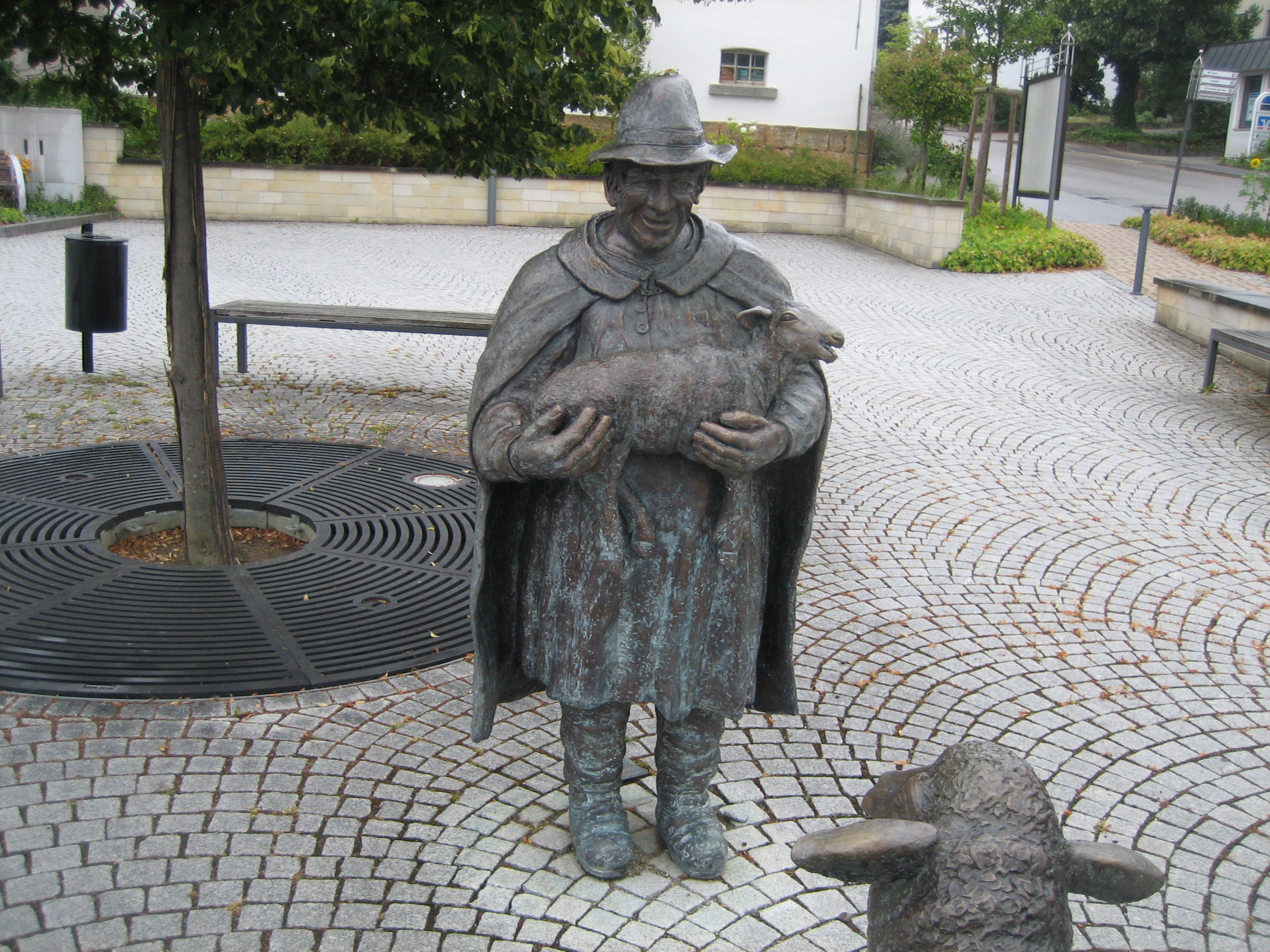
Skulptur in der Ortsmitte

### Frühe Geschichte
Mehrere Grabhügel in der Umgebung lassen auf eine erste Besiedlung während der Eisenzeit schließen. Im Ortsbereich liegt ein Gräberfeld der Merowingerzeit, aus dem angeblich auch das Fragment eines ungarischen Steigbügels stammt. Urkundlich wurde Schlat erstmals 1139 erwähnt. Damals lag es im Herzogtum Schwaben.
Im Spätmittelalter hatten mehrere Grundherren, u. a. die Niederadligen von Schlat, Anteile am Ort. Allmählich gewann das Kloster Adelberg den größten Anteil von etwa zwei Dritteln, wohingegen etwa ein Drittel bei den Herren von Liebenstein verblieb.
 Siehe auch: Burg Oberrommental, Burg Zillenhart, Burg Schlat

### Neuzeit
Durch die Reformation gelangte das Herzogtum Württemberg in den Besitz des nun evangelischen Klosters Adelberg, so dass auch dessen Anteile am Ort Schlat nun zum württembergischen Klosteramt Adelberg gehörten. Während des Dreißigjährigen Kriegs hatte der Ort wie das ganze Land Württemberg unter den katastrophalen Folgen der für die Protestanten verlorenen Schlacht bei Nördlingen zu leiden. Den verheerenden Plünderungen und Verwüstungen folgten Hungersnöte und Seuchen. Diesen fielen in Schlat im Jahre 1635 etwa 400 Einwohner zum Opfer.
Den Anteil der Herren von Liebenstein am Ort Schlat erwarb Württemberg 1789 und unterstellte diesen dem Amt Göppingen. Bei der Umsetzung der neuen Verwaltungsgliederung im 1806 gegründeten Königreich Württemberg wurde der ganze Ort Schlat dem Oberamt Göppingen zugeordnet.
Durch die Verwaltungsreform während der NS-Zeit in Württemberg 1938 wurde aus dem Oberamt der neu umrissene Landkreis Göppingen, in welchem Schlat sich seither befindet.
Von 1945 bis 1952 gehörte die Gemeinde zum Nachkriegsland Württemberg-Baden, das 1945 in der Amerikanischen Besatzungszone gegründet worden war, ab 1952 zum neuen Bundesland Baden-Württemberg.

### Religionen
Seit der Reformation ist Schlat evangelisch geprägt, doch dürfen die römisch-katholischen Gläubigen, die im Ort über keine eigene Gemeinde verfügen, seit den 1950er Jahren die Andreaskirche mitbenutzen.
Die evangelische Emmauskirchengemeinde Holzheim-Schlat gehört zum Kirchenbezirk Göppingen der Württembergischen Landeskirche, die Katholiken werden von der Kirchengemeinde Heilig Geist in Göppingen-Ursenwang betreut, welche zur Seelsorgeeinheit 11 “Profectio 2002” Göppingen Süd-Ost im Dekanat Göppingen-Geislingen zählt.

### Einwohnerentwicklung
Quelle: Statistisches Landesamt Baden-Württemberg für die Daten ab 1970
| Datum              | Einwohner |
| ------------------ | --------- |
| 1837               | 0761      |
| 1907               | 0831      |
| 17. Mai 1939       | 0809      |
| 13. September 1950 | 1133      |
| 27. Mai 1970       | 1465      |
| 31. Dezember 1983  | 1589      |
| 25. Mai 1987       | 1634      |
| 31. Dezember 1991  | 1723      |
| 31. Dezember 1995  | 1699      |
| 31. Dezember 2005  | 1775      |
| 31. Dezember 2010  | 1727      |
| 31. Dezember 2015  | 1682      |
| 31. Dezember 2020  | 1694      |

## Politik

### Gemeinderat

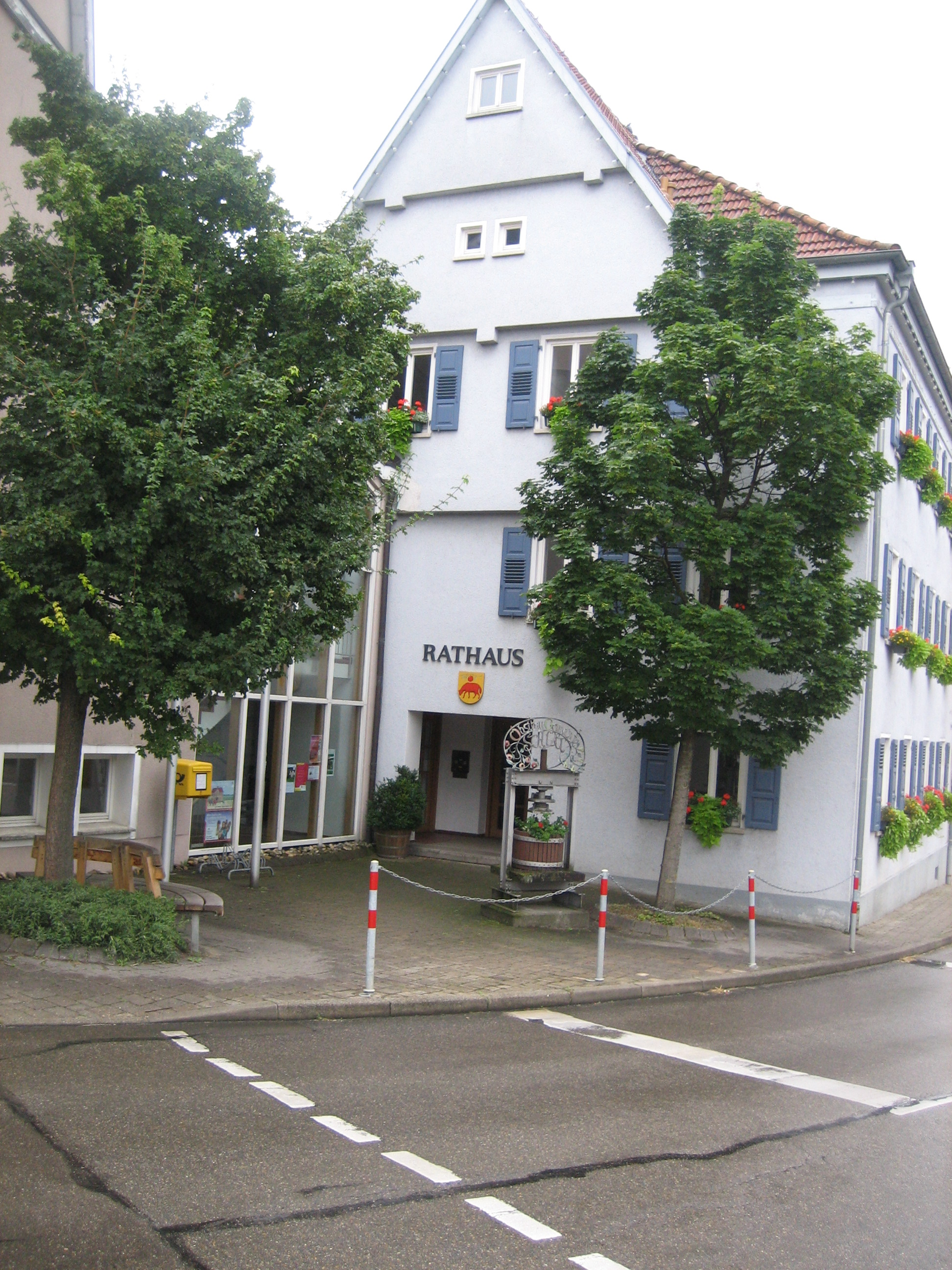
Rathaus in Schlat Kreis Göppingen

Der Gemeinderat in Schlat besteht aus zehn Mitgliedern. Bei der Kommunalwahl am 9. Juni 2024 wurde der Gemeinderat durch Mehrheitswahl gewählt. Mehrheitswahl findet statt, wenn kein oder nur ein Wahlvorschlag eingereicht wurde. Die Bewerber mit den höchsten Stimmenzahlen sind dann gewählt. Der Gemeinderat besteht aus den ehrenamtlichen Gemeinderäten und der Bürgermeisterin als Vorsitzende. Die Bürgermeisterin ist im Gemeinderat stimmberechtigt. Die Wahlbeteiligung betrug 72,07 %.

### Bürgermeister
- 1868–1886: Johann Leonh. Wittlinger
- 1886–1901: Johannes Mayer
- 1901–1907: Friedrich Wilhelm Binder
- 1907–1919: Ernst Zänglein
- 1919–1939: Karl Sihler
- 1939–1944: während der Ortsabwesenheit von Bürgermeister Sihler führte der 2. Beigeordnete Werner die Geschäfte des Bürgermeisters
- 1944–1956: Albert Mayer (kommissarischer Bürgermeister)
- 1945–1948: Otto Retter
- 1948–1982: Georg Mühlhäuser
- 1982–1998: Roland Schmid
- 1998–2010: Bernd Welser
- 2010–2022: Gudrun Flogaus
- seit 2023: Karin Gansloser

### Wappen

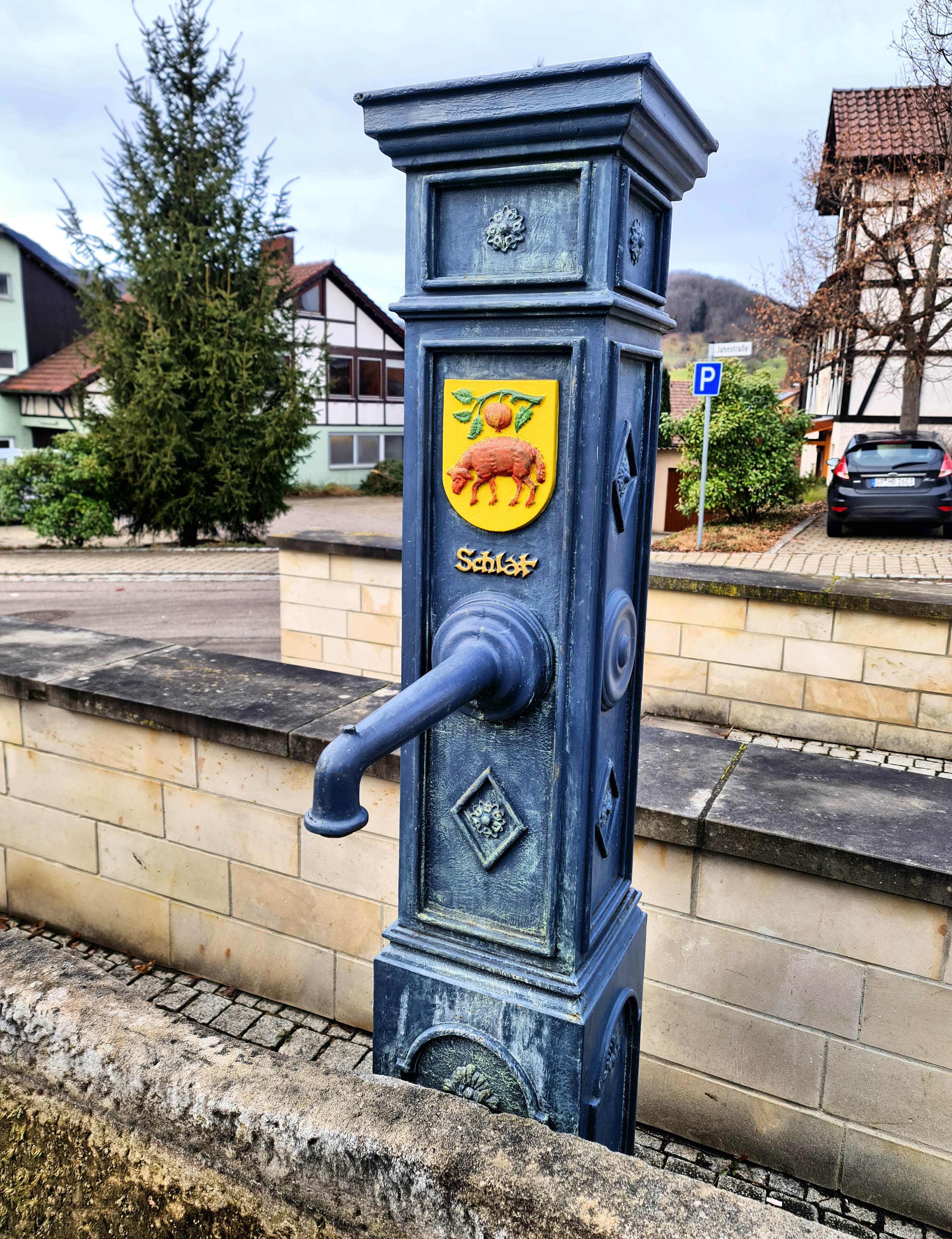
Gemeindebrunnen mit Wappen

Die Blasonierung des Gemeindewappens von Schlat lautet: In Gold unter einem rechtshin liegenden grünen Apfelzweig mit einem roten Apfel ein weidendes rotes Schaf.
Das Wappen spiegelt die traditionellen Erwerbszweige, den Obstbau und die Viehzucht, wider. Das Wappen und die rot-gelbe Gemeindeflagge wurden am 30. Juni 1959 vom Innenministerium verliehen.

### Verwaltungsgemeinschaft
Die Gemeinde Schlat gehört mit Wäschenbeuren und Wangen einer Vereinbarten Verwaltungsgemeinschaft mit der Stadt Göppingen an.

## Wirtschaft und Infrastruktur

### Verkehr

#### Straßenverkehr
Schlat ist durch die Landesstraße L1218 mit den Göppinger Stadtteilen Ursenwang, Manzen und Holzheim sowie über den 595 m ü. NHN hohen Gairenbuckel-Pass mit Reichenbach i.T. verbunden. Die Kreisstraße K1426 führt in das benachbarte Süßen. Darüber hinaus gibt es eine Gemeindeverbindungsstraße nach Eschenbach.

#### Busverkehr
Seit der Integration in den VVS im Januar 2021 verkehrt die Buslinie 980 (ehemals Linie 3) von Schlat über Ursenwang und Holzheim nach Göppingen. Die Buslinie 984 verbindet Schlat mit Süßen sowie in der Gegenrichtung mit Ursenwang, Eschenbach und Heiningen.

#### Schienenverkehr
An der Bahnstrecke der Voralbbahn gab es den Bahnhof Göppingen-Schlat. Dieser befand sich jedoch weit entfernt vom Ort auf der Gemarkung von Göppingen. In direkter Nähe des Schlater Bahnhofs entstand ab 1962 die Siedlung Ursenwang.

#### Radverkehr
Der Schwäbische-Alb-Radweg führt als Fernradweg durch Schlat. Er führt vom Bodensee nach Donauwörth und dabei von Bad Boll über Eschenbach kommend in die Gemeinde und weiter über Süßen nach Donzdorf.

### Geschäfte
Im Ort befinden sich einige Hofläden, eine Fruchtsaftkellerei und ein Frisör.
Die ehemals vorhandenen 2 Bäckereien, 2 Metzgereien, 2 Lebensmittelläden, 2 Banken, ein Fotogeschäft und das Postamt sind (teilweise schon lange) geschlossen.

### Kindergarten und Schule
Der einzige Kindergarten in Schlat hat den Namen „Sonnenschein“. Der Träger ist die bürgerliche Gemeinde.

Schlat verfügt über eine eigene Grundschule (Klassen 1 bis 4). Eine weiterführende Realschule gibt es in der Nachbarstadt Süßen. Alle Arten von weiterführenden Schulen sind in der benachbarten Kreisstadt Göppingen vorhanden.

### Feuerwehr
Die Gemeinde Schlat unterhält eine Freiwillige Feuerwehr, welche aus einer aktiven Abteilung, einer Altersabteilung sowie einer Jugendfeuerwehr besteht.  Das Feuerwehrmagazin verfügt über 3 Fahrzeugstellplätze und weitere Räumlichkeiten (Umkleide-, Schulungs- und Führungsraum sowie sanitären Räumen). Als Fahrzeuge stehen ein LF 8/6 (Baujahr 2002) und ein LF 8 (Baujahr 1985) im Einsatz.

### Ver- und Entsorgung

#### Wasserversorgung
Schlat wird mit Wasser aus Quellen unterhalb des Wasserbergs versorgt. Weiterhin kann bei nicht ausreichender Schüttung der eigenen Quellen Wasser vom Zweckverband Kornberggruppe bezogen werden.

#### Abwasser
Die Abwässer von Schlat werden im Klärwerk Göppingen, welches sich auf Uhinger Gemarkung befindet, gereinigt. Hierzu befindet sich auch ein Regenrückhaltebecken zwischen Schlat und Ursenwang, um kurzfristig anfallende großen Mengen Niederschlagswasser zu speichern und später verlangsamt in den Abwasserkanal abzugeben.

#### Abfallentsorgung
Die Abfallentsorgung erfolgt durch den Abfallwirtschaftsbetrieb des Landkreises Göppingen. Der Restmüll wird im Müllheizkraftwerk Göppingen verbrannt.

#### Grüngutplatz

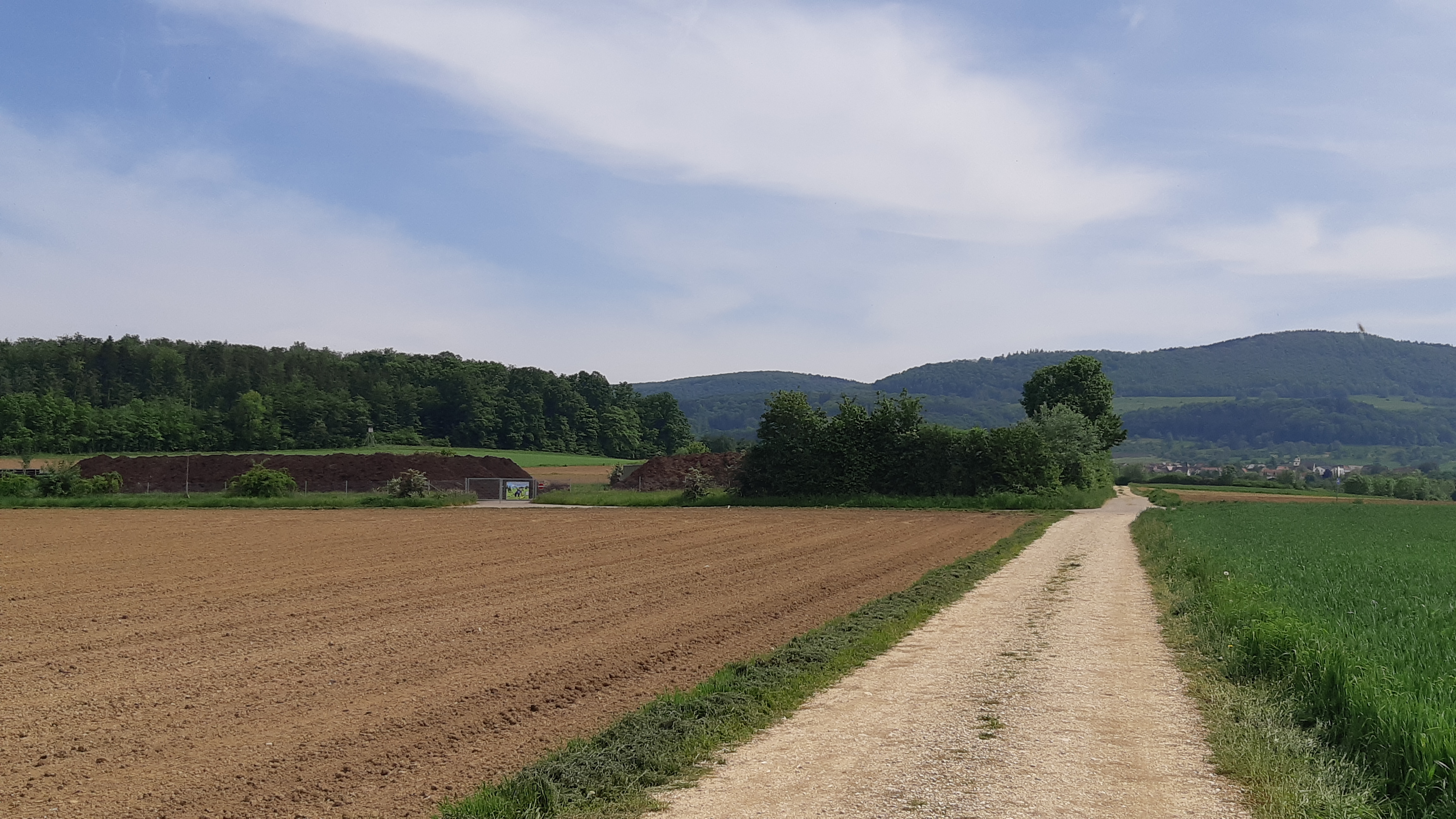
Grüngutplatz

In Schlat befindet sich ein Grüngutplatz des Landkreis Göppingen. Dort werden Baum-, Hecken- und Strauchschnitt, Laub, Gras, sonstige Gartenabfälle, Wurzelstöcke und Fallobst angenommen.

#### Nahwärmenetz
In Schlat befindet sich ein Nahwärmenetz, welches öffentliche Gebäude (Rathaus, Feuerwehrmagazin, Schule und Kindergarten) sowie etliche Häuser entlang der Schul- und Eschenbacherstrasse mit Wärme zum Zwecke der Gebäudeheizung versorgt. Die Anlage hat eine installierte Leistung von 500 kW und wird mit Hackschnitzeln betrieben.

### Landwirtschaft
Traditionell spielt die Landwirtschaft in Schlat eine große Rolle. Sie war und ist von Ackerbau, Viehzucht und dem Obstbau geprägt. Da der Ort historisch gesehen zum Realteilungsgebiet gehört, sind die landwirtschaftlichen Flächen bis heute klein strukturiert. Nahezu in jeder Familie gab es in der Vergangenheit eine kleine Landwirtschaft mit einigen Kühen, Schweinen und Hühnern. Mit dem Aufkommen des Strukturwandels, ab den sechziger Jahren des letzten Jahrhunderts, sank die Zahl dieser Betriebe stark. Waren in den vierziger Jahren noch 100 Familien Lieferanten der Milchsammelstelle im Dorf, so sind heute nur noch 3 Milchviehbetriebe vorhanden. Eine bedeutende Rolle spielt der Obstanbau. Durch die dafür besonders gut geeignete und geschützte Lage am Albtrauf konnte sich der Anbau von Äpfeln, Birnen, Zwetschgen und Kirschen gut entwickeln. Stand früher die Selbstversorgung und die Verarbeitung im Mittelpunkt, so ist es heute in erster Linie die Direktvermarktung in Hofläden und über Wochenmärkte. Darüber hinaus gibt es zwei Obstverwertungsbetriebe im Ort und eine Reihe von kleinen Brennereien.

### Unternehmen
In Schlat gibt es ein Gewerbegebiet mit verschiedenen Handwerksbetrieben. Überregional bekannt ist die Manufaktur Jörg Geiger, welche Destillate, Schaumweine und alkoholfreie PriSeccos herstellt. Die Verwendung des Begriffs „Champagner“ für den in Schlat aus der Champagner Bratbirne hergestellten Birnenschaumwein beschäftigte 2005 den Bundesgerichtshof. Außerhalb des Ortes in Richtung Manzen gelegen befindet sich ein größeres Asphaltmischwerk der Leonhard Weiss-Gruppe. Im Ort selbst gibt es noch mehrere Gaststätten sowie eine Pension.

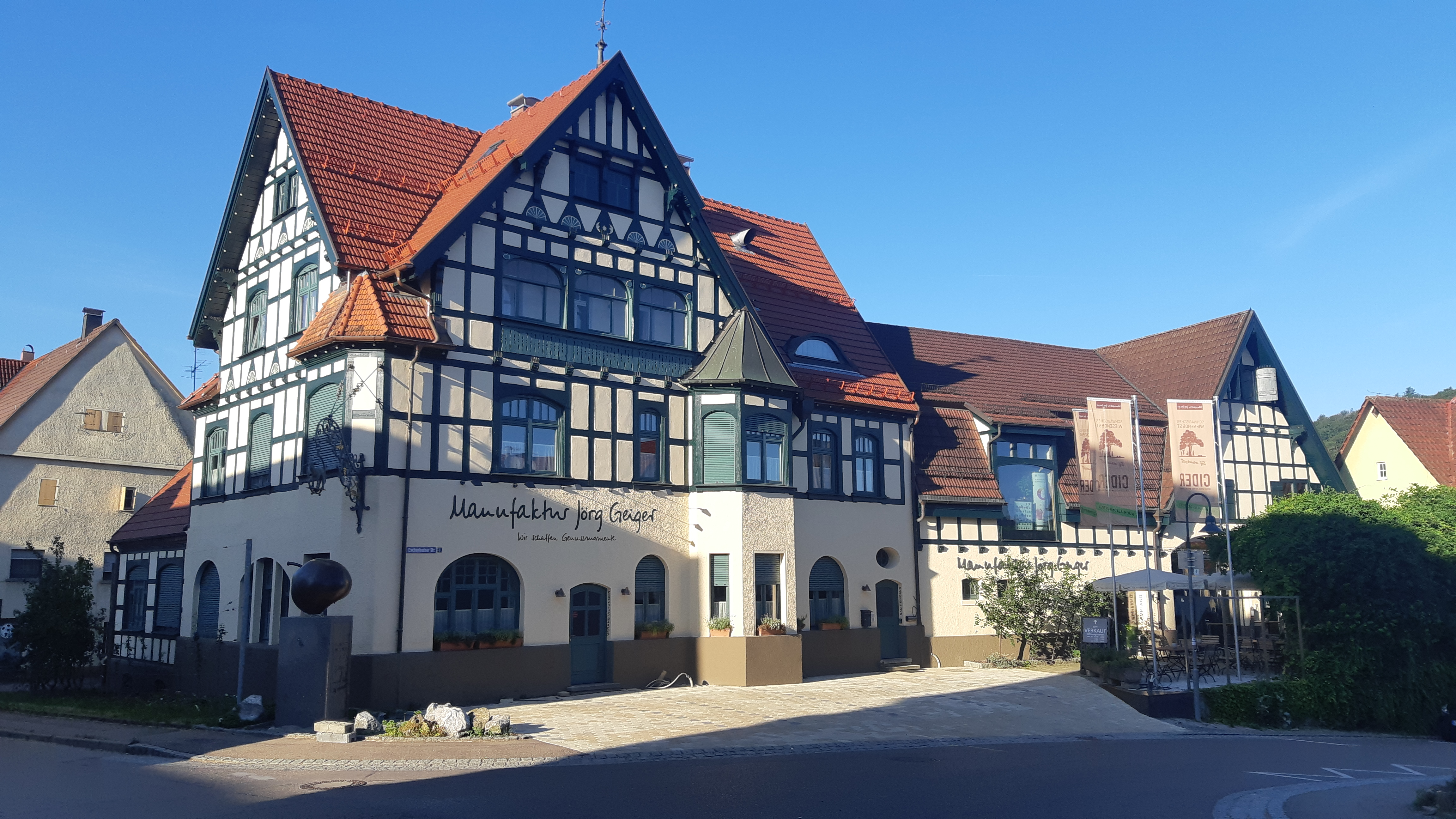
Herstellungsort des Schaumweins aus der Champagner Bratbirne
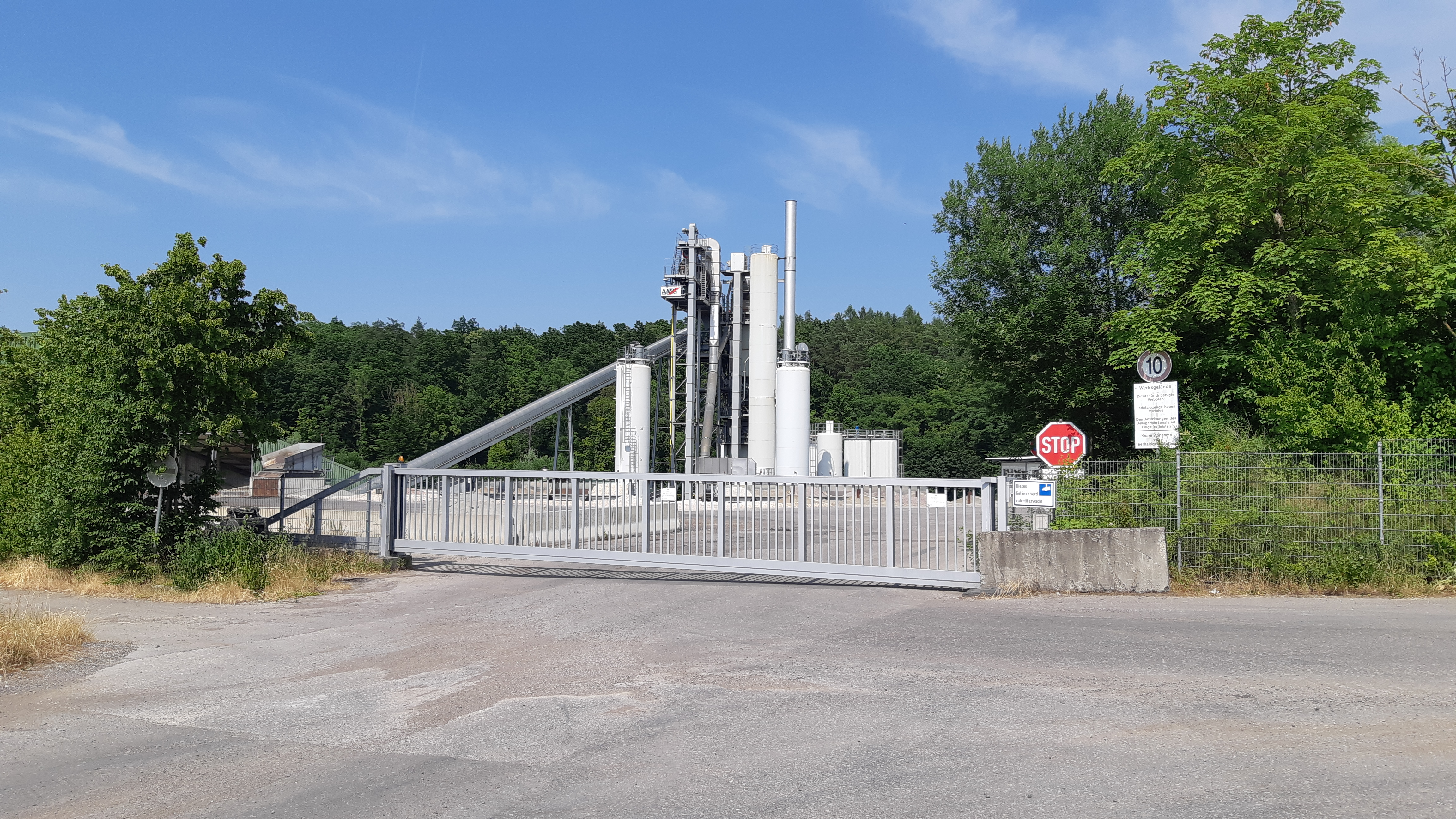
Asphaltmischwerk

### Hochwasserrückhaltebecken
In Schlat befindet sich ein kleines Hochwasserrückhaltebecken, dessen Bau nach dem Hochwasser 2002 beschlossen wurde und im Jahr 2008 fertiggestellt war. Zweck ist der Schutz des Unterdorfs vor Hochwasser. Es befindet sich am Schlater Bach auf Höhe der „Berliner Bruck“ (ein Schüttdamm mit Durchlass). Dieser wurde hierzu umgebaut/erweitert und mit einer Hochwasserentlastung versehen.

## Kultur und Sehenswürdigkeiten

### Freizeit- und Sportanlagen
Das Angebot umfasst eine für heutige Verhältnisse kleine Turnhalle mit Bühne, ein Kleinspielfeld, den Waldsportplatz (Größe eines Fußballfelds), eine Tennisanlage mit 3 Plätzen sowie ein Schützenhaus. 
  Im Schlater Wald, östlich des Parkplatzes an der „Eiche“,  befindet sich ein 2,5 km langer Waldaktivpfad.

### Rad- und Wanderwege
Über die Schlater Gemarkung verläuft der Albsteig (auch Schwäbische-Alb-Nordrand-Weg oder HW1), einer der beliebtesten Fernwanderwege Deutschlands, der sich entlang des Albtraufs von Donauwörth bis Tuttlingen erstreckt. Ebenfalls über Schlat verläuft der Alb-Crossing, ein Fernradweg, geeignet für Mountainbiker oder Gravel-Biker, der in sechs Etappen von Aalen bis nach Tuttlingen führt.

### Bauwerke
- Andreaskirche

1472 wurde am höchsten Punkt des Ortskerns die dann ab der Reformation evangelische Andreaskirche erbaut, die dem Apostel Andreas geweiht ist. 1584 wurde sie ohne Chor zu einer Querkirche mit Südkanzel und Drei-Seiten-Empore erweitert. 1779 wurde auf einem alten Turm-Untergeschoss wieder ein Turm errichtet. Die letzte Außen- und Innenrenovierung wurde 2015 durchgeführt. Eine Besonderheit der Kirche ist die gemeinsame Nutzung durch die katholische und evangelische Gemeinde.
- Alte Post von 1573, heute im privaten Besitz
- Mühle[14], nur noch teilweise vorhanden. 1924 wurde der Mühlbetrieb eingestellt und das Wasserrad sowie Mühlwerk beseitigt.
- Farrenstall
- Backhaus
- Das Viehhaus am Haldenberg wurde vom landwirtschaftlichen Bezirksverein gebaut. Dieser hat 1891 den Haldenberg von der Gemeinde Schlat für eine Jungvieh- und Fohlenweide gepachtet. Von den ursprünglich 2 Gebäuden steht heutzutage noch ein Gebäude, vom anderen Gebäude sind nur noch die Grundmauern erhalten.

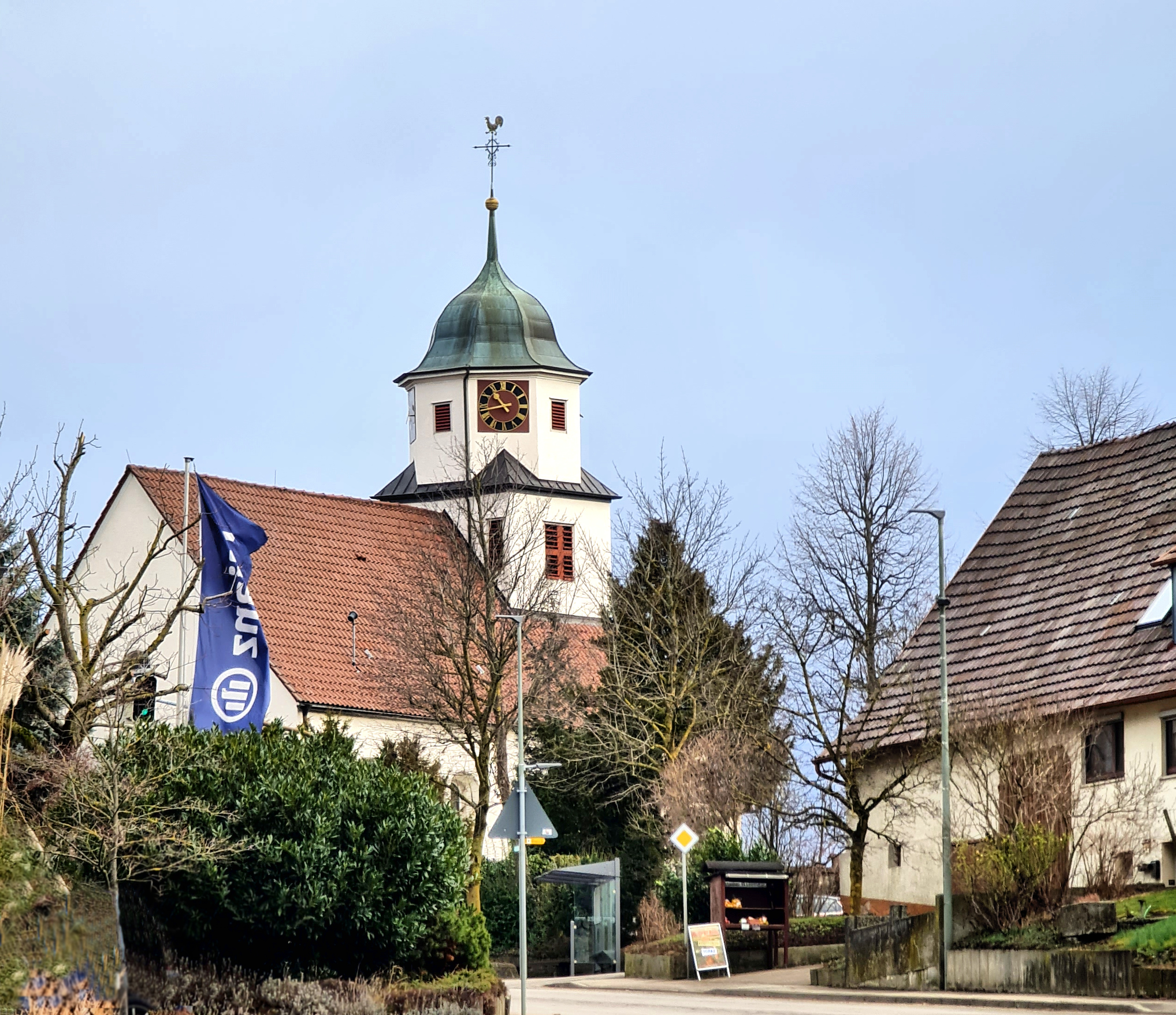
Evangelische Andreaskirche
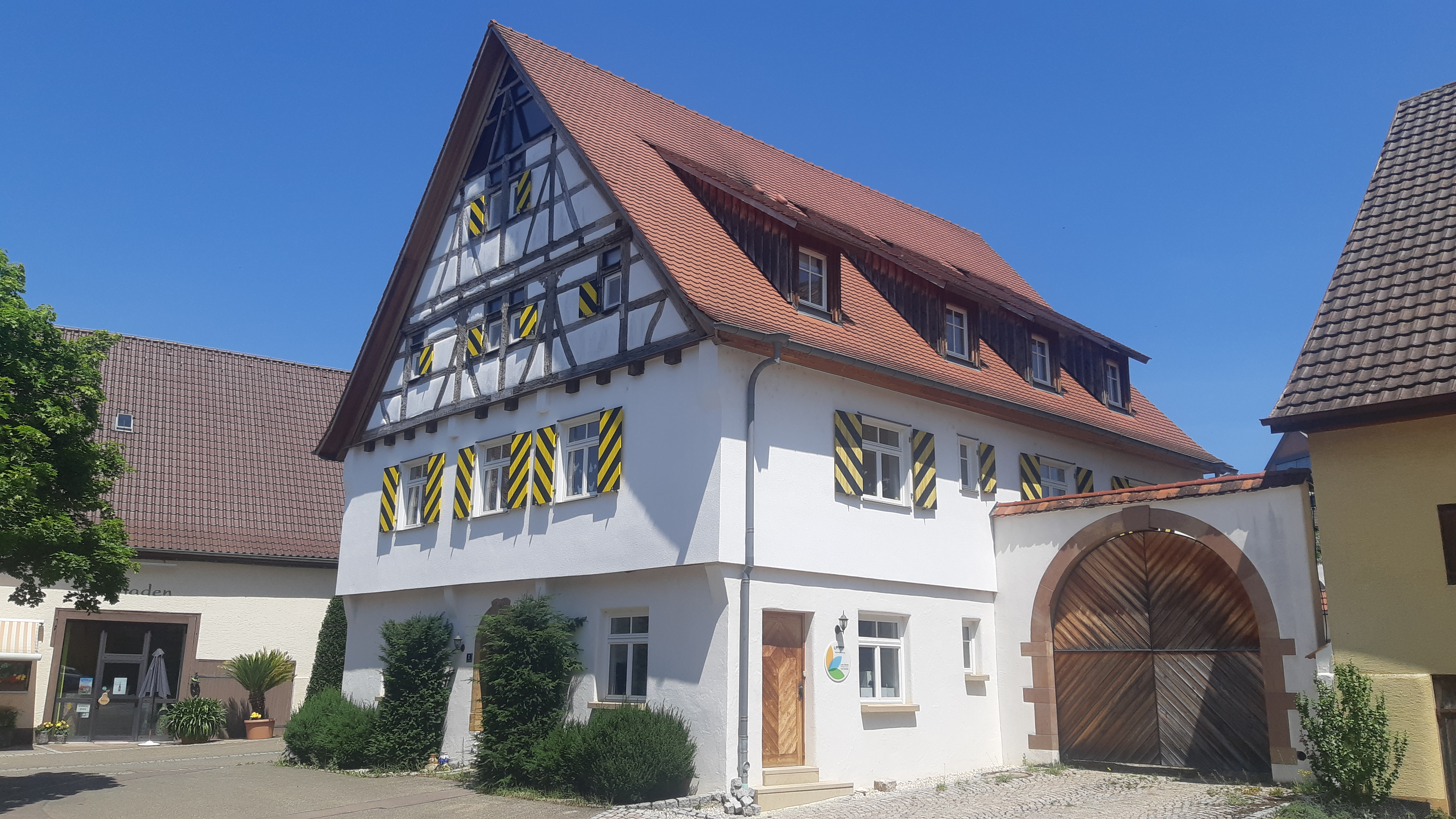
Alte Post
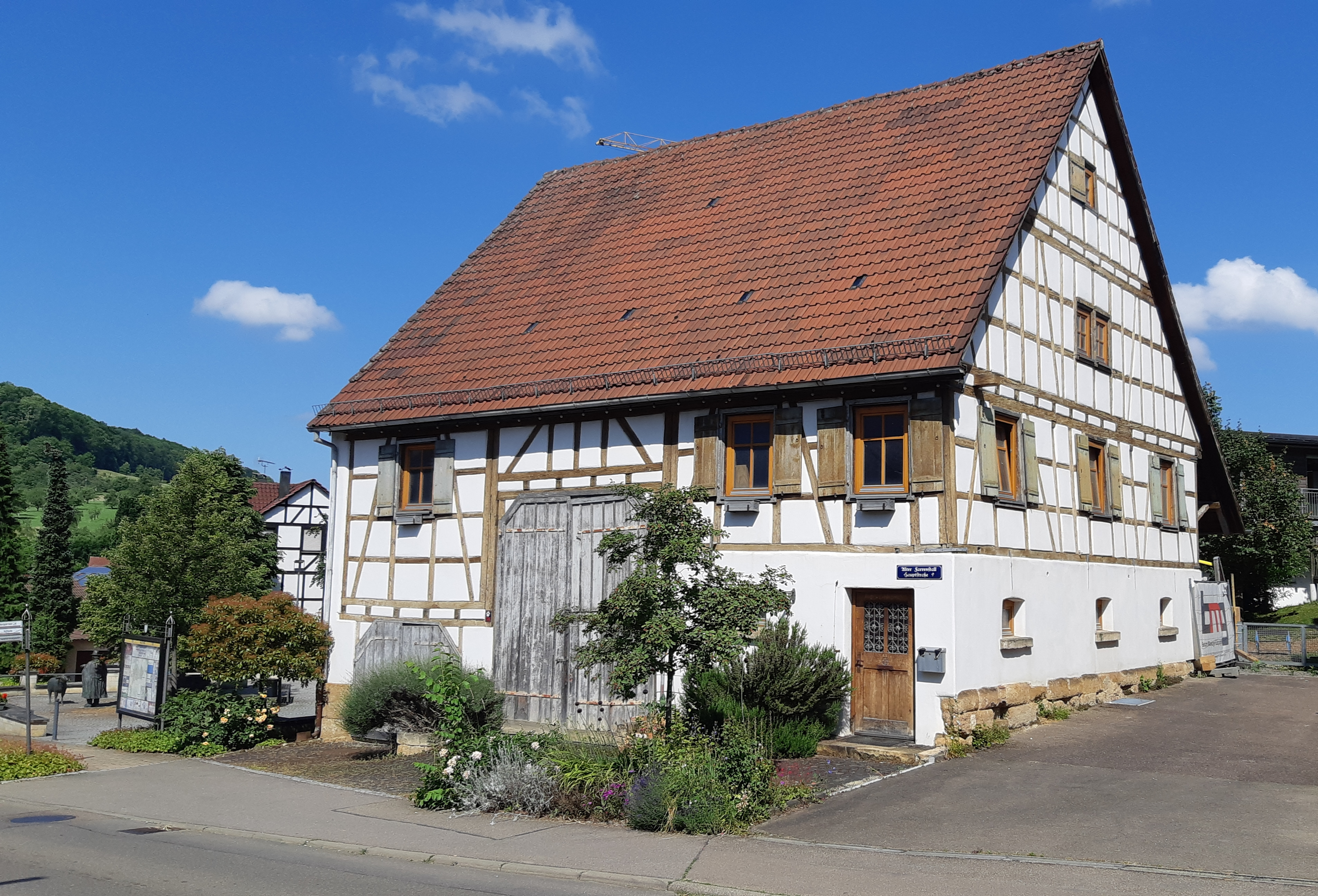
Farrenstall
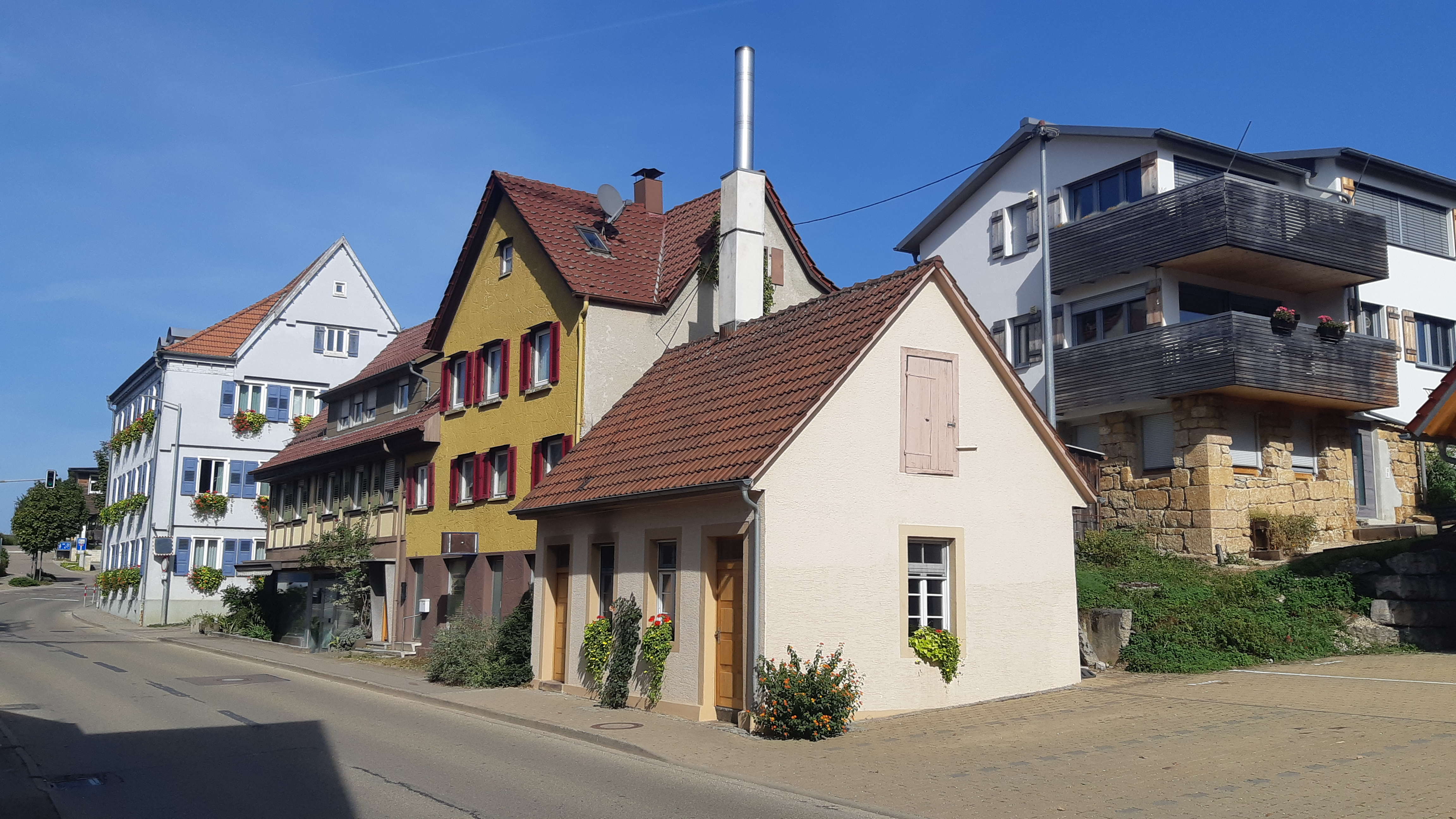
Backhaus
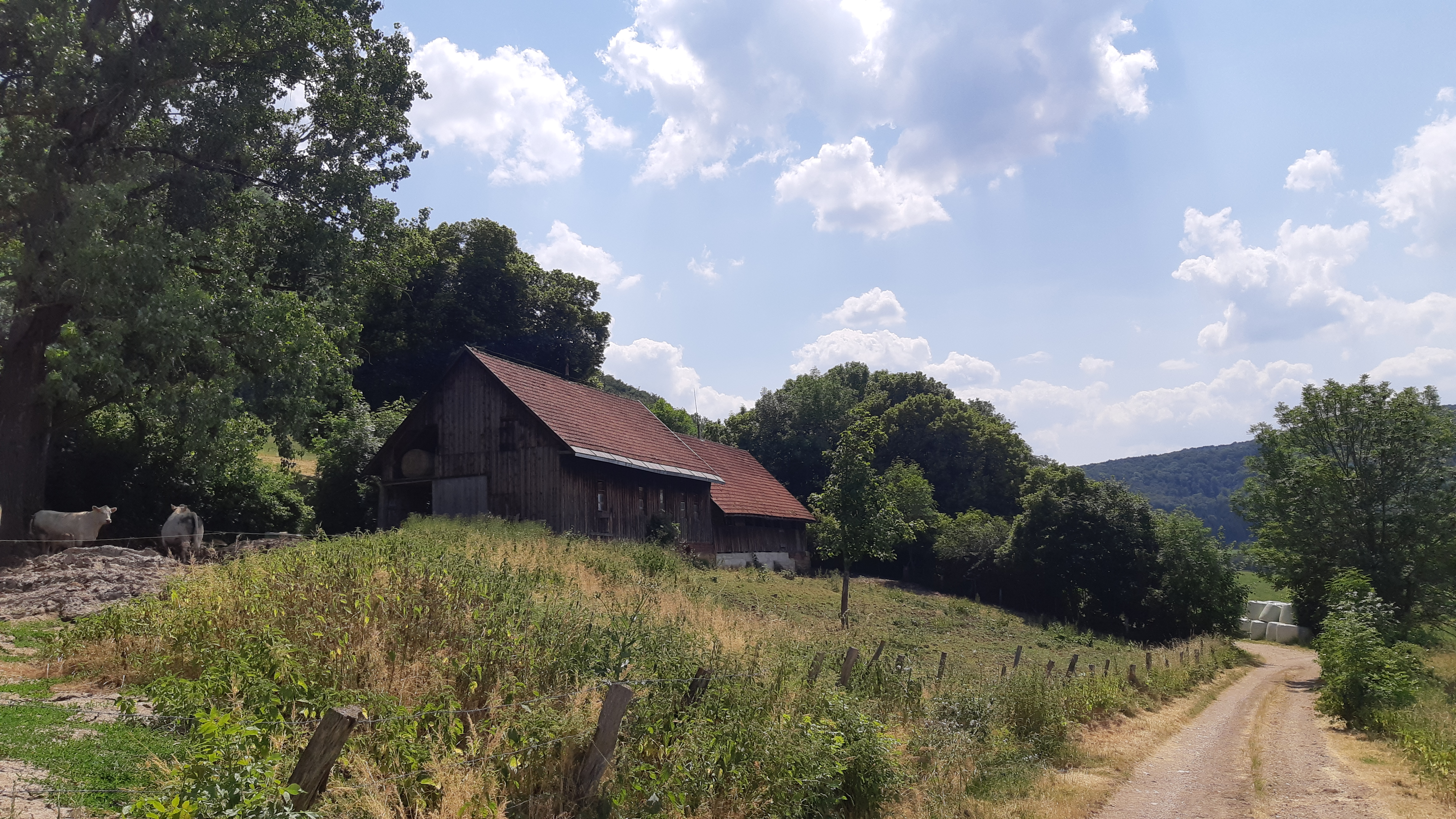
Viehhaus am Haldenberg

### Kulturdenkmäler
Auf dem Gebiet der Gemeinde Schlat befinden sich 3 Kulturdenkmäler.

## Söhne und Töchter der Gemeinde
- Johannes Mühlhäuser (1834–1914), Weinbaufachmann, Landtagsabgeordneter

## Trivia
Der Mittelpunkt des Landkreis Göppingen befindet sich im Schlater Wald in der Nähe des Parkplatz an der Eiche. 

Die damalige Stadtgärtnerei Göppingens befand sich auf Gemarkung der Gemeinde Schlat.